# Redlight (Swedish House Mafia e Sting)
Redlight è un singolo del supergruppo svedese Swedish House Mafia e del cantante britannico Sting, pubblicato il 25 febbraio 2022 come quarto estratto dal primo album in studio del gruppo Paradise Again.

## Descrizione
Il brano rappresenta un ritorno del gruppo verso le sonorità club caratteristiche degli esordi, grazie alla massiccia presenza di sintetizzatori e le percussioni pesanti, unite a una performance vocale melodica di Sting. La produzione è stata curata dallo stesso trio insieme a Carl Nordström, quest'ultimo autore di gran parte della musica.

## Promozione
Già nel dicembre 2021 una prima versione del brano, intitolata Juiciy e realizzata da Desembra (alias di Nordström), è stata presentata da Axwell nel corso del suo DJ set svoltosi al MDL Beast Soundstorm di Riad. Due mesi più tardi gli Swedish House Mafia e Sting si sono incontrati a New York, dopo che Sebastian Ingrosso ne anticipò la collaborazione (e il titolo) verso la fine di gennaio attraverso il canale Discord del trio, e subito dopo hanno pubblicato un frammento di Juicy sul proprio profilo TikTok, lasciando intendere un nesso tra quest'ultimo e la collaborazione.
Con la diffusione di un ulteriore filmato tratto dal DJ set di Axwell Ʌ Ingrosso svoltosi sempre a Dubai è stata rivelata una versione alternativa di Juicy che si caratterizza per un campionamento vocale del singolo Roxanne dei Police, storico gruppo di Sting, nel cui testo viene menzionato il titolo definitivo del brano. La conferma è giunta il 20 febbraio, quando Alesso ha eseguito la versione definitiva durante la sua apparizione all'Echostage di Washington.

## Video musicale
Il video, diretto da Alexander Wessely, è stato reso disponibile il 3 marzo 2022 attraverso il canale YouTube del gruppo e mostra scene di questi ultimi eseguire il brano in club affollato prima di essere assaliti da alcuni zombie con altre in cui viene mostrato Sting cantare in un'ambientazione buia illuminata da una luce rossa.

## Tracce
Testi e musiche di Axel Hedfors, Steve Angello, Sebastian Ingrosso, Carl Nordström, GM Sumner.
1. Redlight – 4:02

## Formazione
Hanno partecipato alle registrazioni, secondo le note di copertina di Paradise Again:
Musicisti
- Axwell – programmazione, batteria, tastiera
- Steve Angello – programmazione, batteria, tastiera
- Sebastian Ingrosso – programmazione, batteria, tastiera
- Carl Nordström – programmazione, batteria, tastiera
- Sting – voce

Produzione
- Swedish House Mafia – produzione, registrazione
- Desembra – produzione, registrazione
- Martin Kierszenbaum – produzione parti vocali di Sting
- Grant Valentine – ingegneria parti vocali di Sting
- Kevin Grainger – missaggio, mastering

## Classifiche
| Classifica (2022)              | Posizione massima |
| ------------------------------ | ----------------- |
| Stati Uniti (dance/electronic) | 20                |